# يو إف سي ليلة القتال: بيلفور ضد غاستلوم
يو إف سي ليلة القتال: بيلفورت ضد جايستيلوم (بالإنجليزية: UFC Fight Night: Belfort vs. Gastelum)‏ هو حدث لفنون القتال المختلطة نظمته يو إف سي، أُقيم في 11 مارس 2017، على مركز التدريب الأولمبي الشمالي الشرقي في فورتاليزا، البرازيل.